# Milionia ventralis
Milionia ventralis är en fjärilsart som beskrevs av Rothschild 1904. Milionia ventralis ingår i släktet Milionia och familjen mätare. Inga underarter finns listade i Catalogue of Life.